# Kripli
A Kripli (The Cripple of Inishmaan, 1996. ford.: Varró Dániel) Martin McDonagh drámája – az Aran-szigetek-trilógia első része.

## Cselekmény
Kate és Eileen nénikék aggódva várják haza neveltjüket, a tizenhat éves Csámpás Billyt az orvosi vizsgálatról. Bár mindketten nagyon szeretik a fiút, tulajdonképpen semmi jót nem tudnak elmondani róla: amellett, hogy fertelmesen csúnya és nyomorék, kedvenc időtöltése a tehenek fixírozása. A várakozás izgalmát oldja kissé a város pletykafészkének, Johnnypateenmike-nak a feltűnése: unalmas és érdektelen újságokból kiolvasott unalmas és érdektelen hírei, valamint kémkedésből szerzett információi a városka lakóiról most egy kissé legalább elterelik a két vénkisasszony figyelmét. A legérdekesebb hírre pedig épp megérkezik Billy is, s sóváran hallgatja Johnny beszámolóját az amerikai filmesek érkezéséről. Nem is olyan rossz hely Írország.
Billy sehogy sem tudja kifundálni, hogyan is juthatna el a szereplőválogatásra, ami álmát, Inishman elhagyását válthatná talán valóra, míg a nénikék boltjába be nem téved Bartley és nővére, a kissé öntelt és brutális Helen. A testvérpár már megbeszélte Bobby-babával, hogy csónakkal elviszi őket a helyszínre. Bobby nem akarja magával vinni Csámpás Billyt is, ám a fiú megmutatja a tüdővizsgálaton kapott papírt, amely tanúsítja, hogy már csak pár hónapja lehet hátra. Bobby megszánja őt, mert szeretett felesége is tüdőbajban halt meg.
A válogatásról Billy nélkül tért vissza a csónak, a fiút magukkal vitték Amerikába próbafelvételre, s már négy hónapja semmi hír felőle. Helen irigykedik, mert nem az ő csodálatos szépségére figyeltek fel a filmesek, Bobby és Johnny – aki természetesen kihallgatta Bobby és Billy beszélgetését – aggódik, hogy a tüdőbaj talán már végzett is a fiúval, a magukra maradt nénikék pedig furcsa új szokásokat vettek fel, s talán még kibírhatatlanabbak, mint azelőtt. Csámpás Billy azonban élve hazatér, mert az amerikaiak úgy találták, egy egészséges színész jobban el tud játszani egy kriplit, mint egy valódi kripli. Bevallja azt is Bobby-babának, hogy becsapta őt a hamisított orvosi papírral, ezért Bobby megveri. Ami hazugság volt, közben azonban igazsággá vált: Billyn tényleg elhatalmasodott a tüdőbaj. Szeretné még megtudni, mi lett szüleivel, s Johnny megnyugtatja: miatta lettek öngyilkosok, hogy a biztosítási pénzből Billyt meggyógyíthassák. Amikor meghallja nénikéi beszélgetéséből, hogy valójában megölni akarták szülei, s Johnny mentette meg és fizette kezelését, Billy öngyilkosságra készül. A kövekkel teli zsákot aztán mégis leoldja a nyakáról, amikor Helen hajlandó elmenni vele sétálni. A szája elé tett zsebkendőt azonban mégis vér színezi.

## Kritikáiból
„Ezzel a zord és mégis mulatságos darabbal az angol-ír író beváltotta a díjat nyert Leenane szépével tett ígéreteit és megerősítette helyét a Synge-től O’Casey-n át Brendan Behanig tartó sorban.” (Methuen honlap) „Minden szereplő a maga egyéni bogara mellett saját külön nyelvet tudhat magáénak. McDonagh ügyesen játszik a ritmussal és az ismétlésekkel, hogy ezzel is hangsúlyozza a védtelenséget, az emberi kapcsolatok, a megértés hiányát.” (The New Yorker) A kiszámítható és – ha leegyszerűsítve nézzük – típusfigurákkal dolgozó dráma itt is a néző állandóan változó irányú vezetésével tartja fenn a figyelmet. „A főhős vagy a reménytelen elszigeteltségben fuldokló falusi mikrokozmosz drámája?” – kérdi Szántó Andrea, de ugyanígy kérdéses az ítéletünk magukról a szereplőkről.

## Hazai előadásai
Magyarországon 1998-ban mutatták be Szolnokon, majd ugyanebben az évben játszotta a Budapesti Kamaraszínház a Shure Stúdióban is, Szabó T. Anna fordításában. Mindkét előadást Robert Sturm rendezte, s a „megható történetből” egy „tét nélküli előadást” csinált. A Radnóti Színház 2001-ben tűzte műsorára, gyökeresen ellentétes alapállással. Ez utóbbi előadás kapcsán elengedhetetlenül fontos Varró Dániel szövegéről beszélni. Nem fordítás, hanem átírás ez tulajdonképpen: az új szöveg a szereplők fölé nyomul, stilizálttá teszi a szereplőket, s önmagán túli jelentéseket hordoz. McDonagh testileg-lelkileg torz írjei itt nyelvileg torzak.
A Radnóti Színház tíz éven át játszotta a darabot. A bemutató 2001. október 19-én volt. A szereplők: Csomós Mari, Schell Judit, Lengyel Tamás, Kulka János, Schneider Zoltán, Hámori Gabriella, Csankó Zoltán, Bencze Balázs voltak. Egy örömteli esemény miatt 2011. december 14-én tartották a búcsúelőadást. Szereplő változások: Hámori Gabriella-Wéber Kata; Csankó Zoltán-Adorjáni Bálint.